# Nowa Zelandia
Nowa Zelandia (ang. New Zealand [nju:ˈzi:lənd], maor. Aotearoa [aɔˈtɛaɾɔa], Kraj Długiej Białej Chmury) – państwo wyspiarskie położone na południowo-zachodnim Pacyfiku, w Australazji, na południowy wschód od Australii. Składa się z dwóch głównych wysp (Północnej i Południowej) oraz szeregu mniejszych, w tym wyspy Stewart i wysp Chatham. W skład Nowej Zelandii (a dokładniej w skład królestwa stowarzyszeniowego Nowej Zelandii, połączonego unią personalną z Wielką Brytanią i innymi królestwami stowarzyszeniowymi) wchodzą również terytoria stowarzyszone z Nową Zelandią lub od niej zależne: Wyspy Cooka i Niue, które są samorządne oraz Tokelau i Dependencja Rossa. Stolicą jest Wellington, natomiast największym miastem jest Auckland, w którym mieszka 1,5 mln osób (ok. 29% ludności państwa).

## Nazwa
Odkrywca Nowej Zelandii, żeglarz holenderski Abel Tasman, nazwał ją „Staaten Landt”, tzn. Ziemia Stanów, na cześć ówczesnych Stanów Generalnych. Nazwa „Nieuw Zeeland” – Nowa Zelandia, pojawiła się 23 lata później na mapie holenderskiej z 1665. Pochodzi ona od nazwy holenderskiej prowincji Zelandia.

## Położenie

Region Nowej Zelandii

Punktem skrajnie północnym jest Przylądek Północny (ang. Cape Reinga) na Wyspie Północnej – 34°25′44″S, najdalej na południe wysunięty jest Przylądek Południowo-Zachodni na wyspie Stewart – 47°17′24″S. Najdalej na zachód leży Przylądek Zachodni na Wyspie Południowej – 166°25′39″E, a najdalej na wschód – Przylądek Wschodni na Wyspie Północnej – 178°32′59″E. Rozciągłość Nowej Zelandii z północy na południe wynosi ok. 1500 km, a ze wschodu na zachód – ok. 200 km. Od sąsiednich kontynentów i wysp dzielą ją znaczne odległości.
Odległości od Nowej Zelandii:
- Australia – 1600 km
- Antarktyda – 2400 km
- Fidżi – 2131 km
- Panama – 12 100 km
- San Francisco – 10 940 km
- Tahiti – 4348 km
- Valparaiso – 9327 km
- Numea – 1488 km

Nowa Zelandia jest najodleglejszym od Polski państwem i położona jest niedaleko jej antypodów.

## Geografia

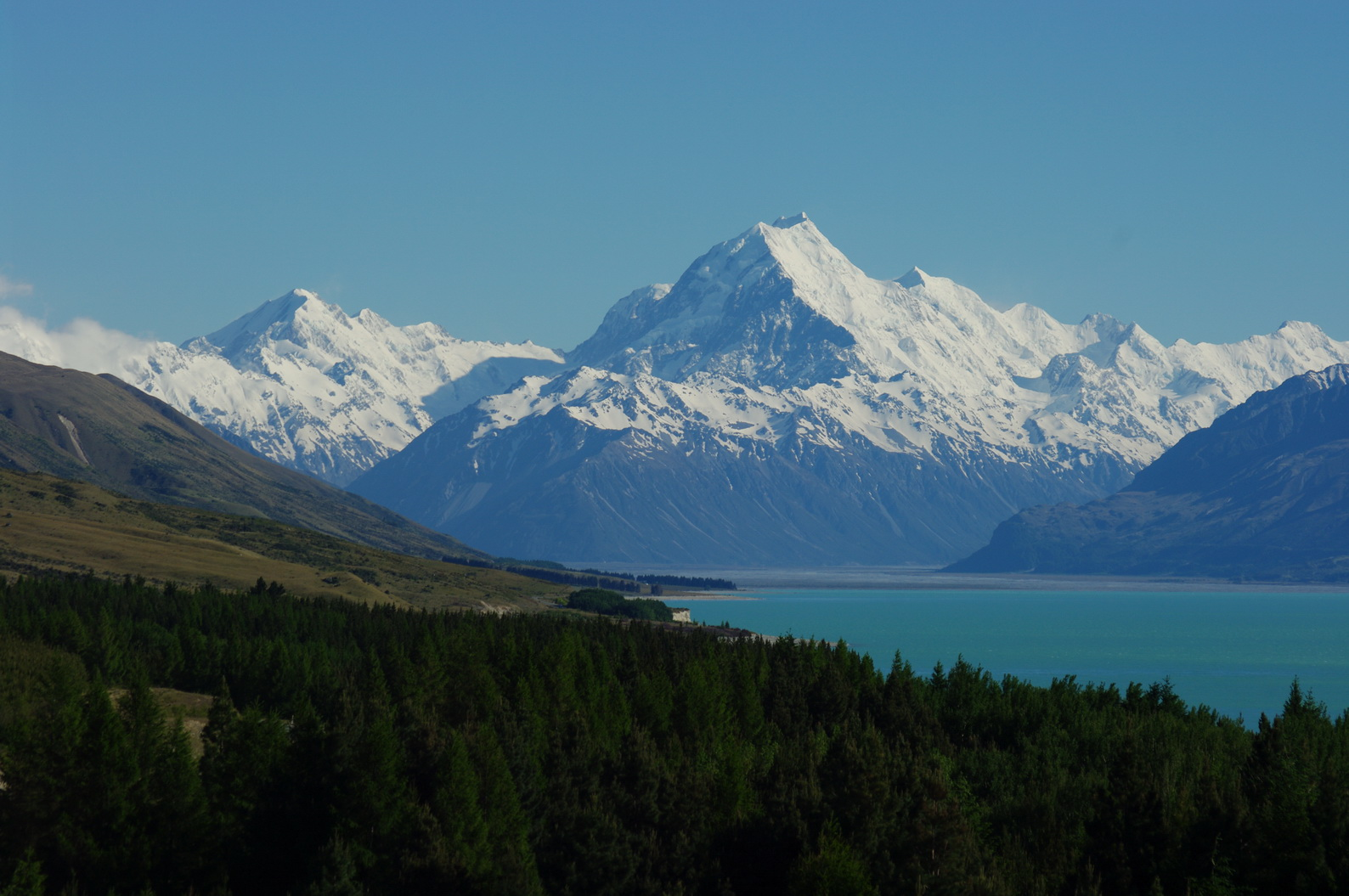
Najwyższy szczyt w Nowej Zelandii – Góra Cooka

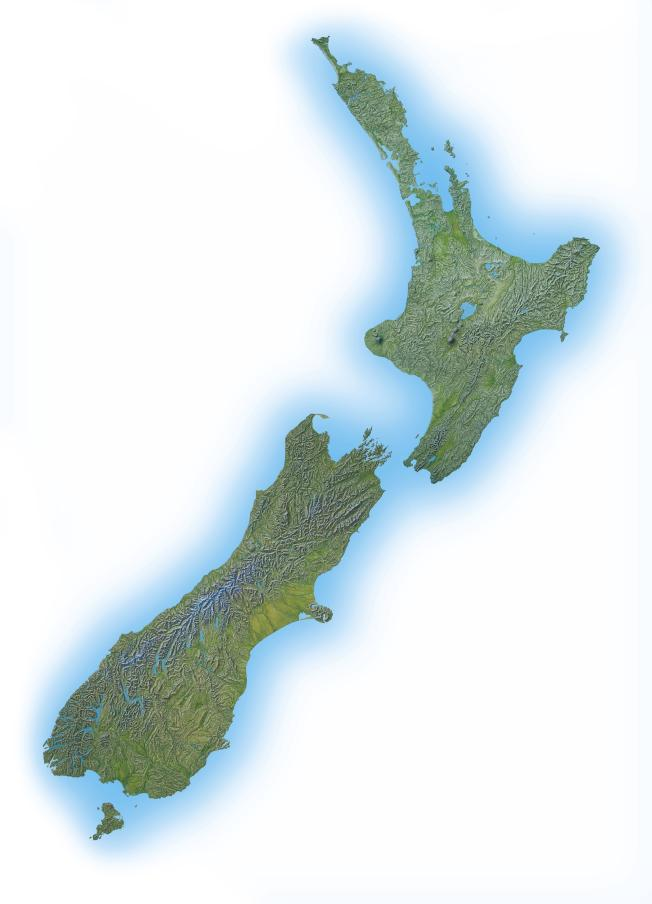
Mapa rzeźby terenu

Nowa Zelandia to państwo wyspiarskie położone w południowo-zachodniej części Oceanu Spokojnego, 1600 km na południowy wschód od Australii. Obejmuje wyspy: Południową (150,5 tys. km²) i Północną (114,7 tys. km²) rozdzielone Cieśniną Cooka, oraz szereg małych (m.in. Stewart, Kermadec, Chatham, Campbell). Do Nowej Zelandii należą także trzy zamorskie terytoria w Oceanii: Tokelau, Niue oraz Wyspy Cooka (dwa ostatnie są państwami stowarzyszonymi).
Powierzchnia wysp jest mocno zróżnicowana. Na Wyspie Południowej znajdują się Alpy Południowe, z najwyższym szczytem – Górą Cooka (3754 m n.p.m.) i największym lodowcem Tasmana o długości ok. 29 km. Na Wyspie Północnej istnieje szereg pasm górskich ciągnących się równolegle do równin u wybrzeży. W centralnej części wyspy mieści się kilka stożków wulkanicznych (3 czynne), gejzery i wiele gorących źródeł.
Ze względu na trwającą od milionów lat izolację około 80% flory Nowej Zelandii stanowią gatunki endemiczne, niespotykane nigdzie indziej. Naturalne ekosystemy budowane przez gatunki rodzime zajmują współcześnie jednak tylko 10–15% powierzchni wysp.
Ze zwierząt występują: 2 gatunki nietoperzy, ok. 30 gatunków gadów, w tym endemiczny tuatara (hatteria), ptaki nielotne: takahe, papuga kakapo i kiwi oraz papuga kea, żyjąca w pokrytych śniegiem Alpach Południowych. Poza nietoperzami nie ma naturalnie występujących ssaków. Duże zagrożenie dla gatunków endemicznych stanowią zwierzęta sprowadzone przez osadników, m.in.: koty, psy, szczury, króliki.
Klimat podzwrotnikowy morski, opady równomiernie rozmieszczone w ciągu roku.
Średnia temperatura powietrza i średnie opady dla stolicy kraju wynoszą: w styczniu +16 °C i 74 mm, w lipcu +8 °C i 130 mm.

### Wyspy
- Wyspa Północna,
- Wyspa Południowa,
- Wyspa Stewart,
- Wyspy Chatham,
- Wyspy Kermadec,
- Wyspy Antypodów,
- Wyspy Auckland.

## Historia

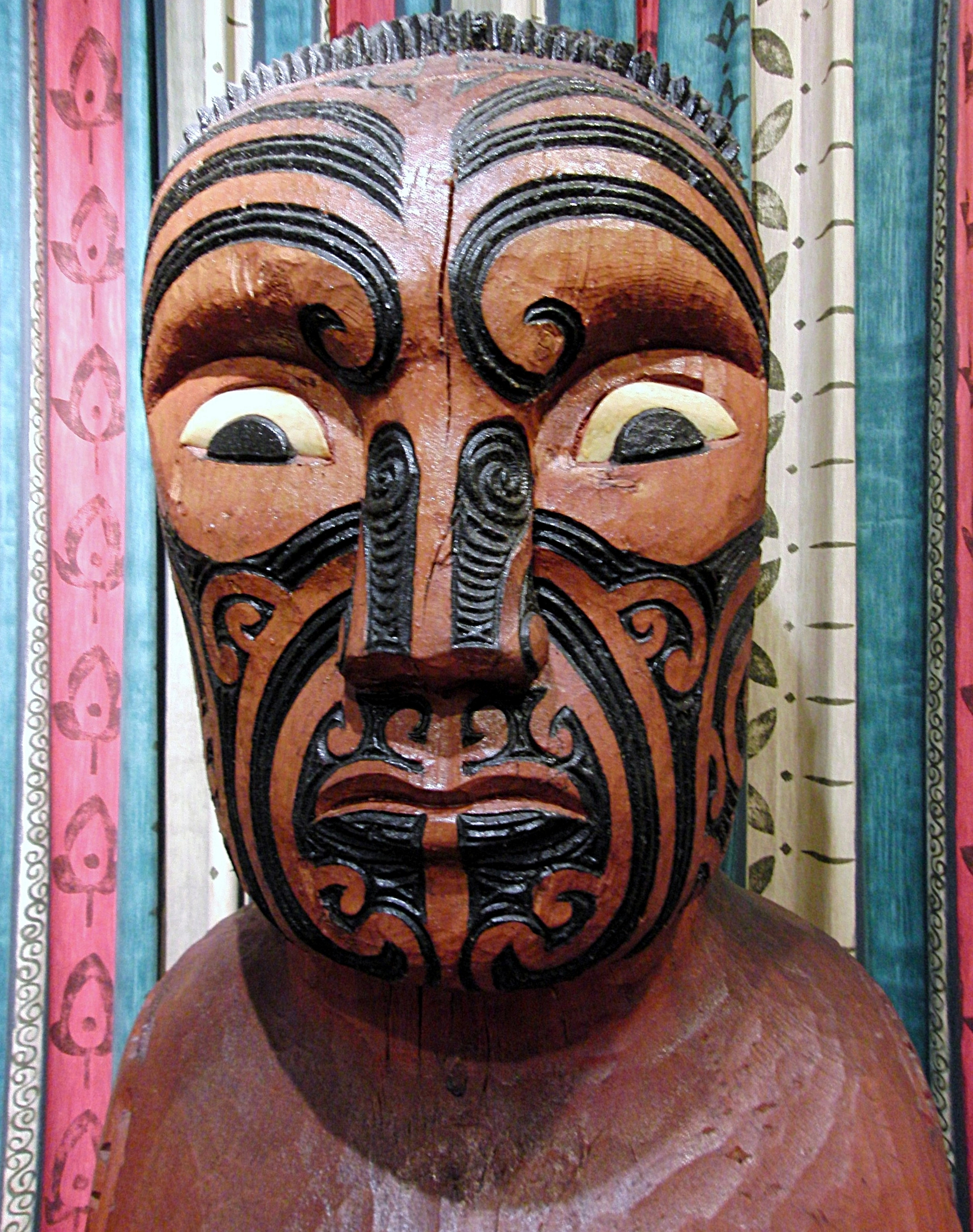
Maoryskie bóstwo Ranginui (ojciec nieba) w Rotorua

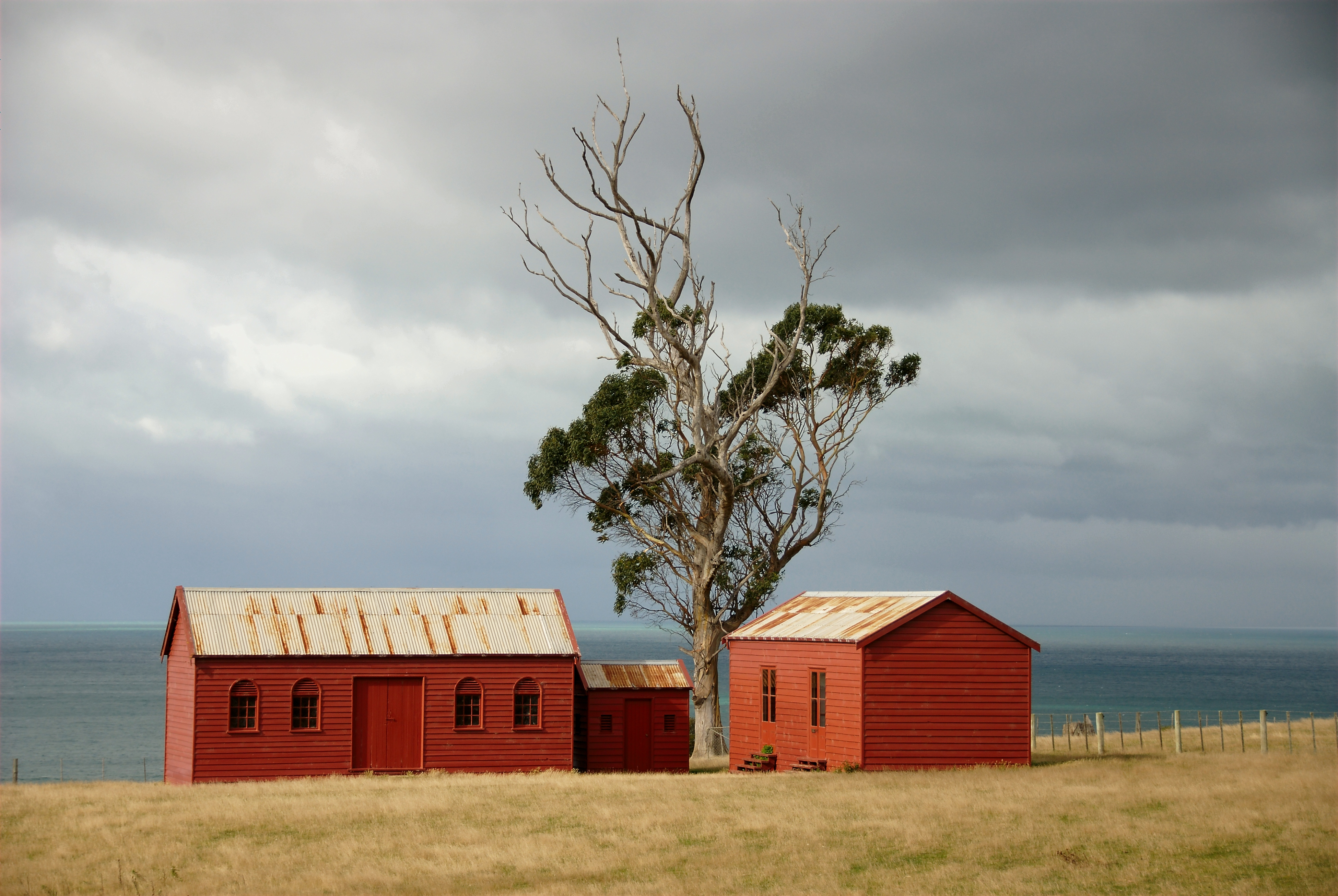
Zabytkowa farma w Waikouaiti w regionie Otago

Do ok. 1280 roku Nowa Zelandia była bezludna, kiedy to z wysp Oceanii zaczęli przypływać i osiedlać się Maorysi. Najpierw zasiedlili Wyspę Południową, a potem kolejne lądy.
Europejskim odkrywcą wysp był holenderski podróżnik Abel Tasman, który przy próbie wysadzenia załogi 18 (niektóre źródła podają 19) grudnia 1642 roku w północnej części Wyspy Południowej został zaatakowany przez tubylców, co skończyło się śmiercią czterech ludzi. Po tym wydarzeniu odpłynął, a miejsce nieudanego lądowania nazwał Zatoką Morderców (nid. Moordenaarsbaai), znaną dziś jako Golden Bay (pol. Złota Zatoka). Kolonizacja rozpoczęła się po 127 latach, kiedy w 1769 ląd został ponownie odkryty przez brytyjskiego podróżnika i odkrywcę Jamesa Cooka. Pierwszymi osadnikami byli głównie przybyli z Australii poławiacze fok i wielorybów, a jednym z pierwszych zamieszkanych na dłużej miejsc – obóz w pobliżu fiordu Dusky Sound leżącego w najdalej wysuniętym na zachód punkcie Wyspy Południowej (lata 90. XVIII wieku).
Pierwsze kilkadziesiąt lat to czas konfliktów między Maorysami a brytyjskimi kolonizatorami (składającymi się w większości ze złodziei, morderców i gwałcicieli zesłanych z więzień na terenie Wielkiej Brytanii). Najkrwawszy miał miejsce w 1809 roku po tym, jak służący jako marynarz na angielskim statku Boyd maoryski wódz Te Ara został wychłostany za nieposłuszeństwo. Kilka dni po zejściu na ląd w Whangaroa załoga Boyda (około 70 osób) została niemal całkowicie wymordowana i zjedzona przez współplemieńców żądnego rewanżu Te Ary. Na wieść o masakrze i spaleniu statku przebywający w Nowej Zelandii Europejczycy zaatakowali mylnie posądzonych o rzeź Anglików mieszkańców wioski Rangihoua, zabijając od 16 do 60 z nich. W wyniku tych zdarzeń zaprzestano podróży do Nowej Zelandii na kolejne kilka lat.
Dopiero 6 lutego 1840 podpisano porozumienie pomiędzy 500 przywódcami maoryskich plemion a reprezentacją brytyjskiej korony. Był to „Traktat Waitangi”, uważany przez historyków za dokument tworzący Nową Zelandię. Na pamiątkę tamtego wydarzenia, co roku 6 lutego obchodzi się święto narodowe „Waitangi Day”. Jednak podpisanie porozumienia nie zakończyło sporów między Maorysami a Europejczykami i dochodziło do wielu zbrojnych potyczek. Potyczki te w II połowie XIX wieku przekształciły się w dwie krwawe wojny przegrane przez Maorysów.
Od 1856 roku Nowa Zelandia posiada własny rząd, w ramach brytyjskiej kolonii. W 1907 uzyskała status dominium, a w 1947 stała się w pełni niepodległym państwem.

### Udział w wojnach światowych

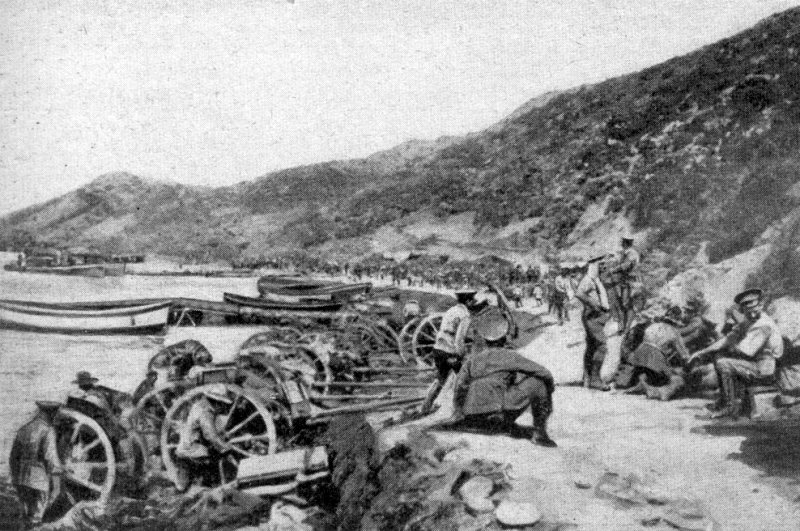
Widok z Zatoki Anzac na półwysep Gallipoli, tuż po wyładowaniu 25 kwietnia 1915

W latach 1914–1918, do ANZAC (Korpus Australijsko-Nowozelandzki) wstąpiło 100 tysięcy mężczyzn, by walczyć po stronie aliantów.
W czasie I wojny światowej straciło życie prawie 17 tysięcy Nowozelandczyków (ówczesna ludność Nowej Zelandii wynosiła ok. 1 mln osób). Przyczyną był błąd dowództwa: desant na turecki półwysep Gallipoli, podczas którego od 25 kwietnia 1915 (dziś obchodzonego jako Dzień ANZAC) do czasu ewakuacji osiem miesięcy później zginęło tam 8587 żołnierzy z Australii i Nowej Zelandii.
3 września 1939 Nowa Zelandia – w ślad za Wielką Brytanią – wypowiedziała wojnę Niemcom. Podczas II wojny światowej wcielono do armii 200 tysięcy obywateli. Wzięli oni udział w kampaniach: przeciwko Japonii na Pacyfiku (pod dowództwem MacArthura), w Afryce Północnej, we Włoszech i na Krecie (Grecja). Zginęło ponad 10 tysięcy walczących.

## Polityka

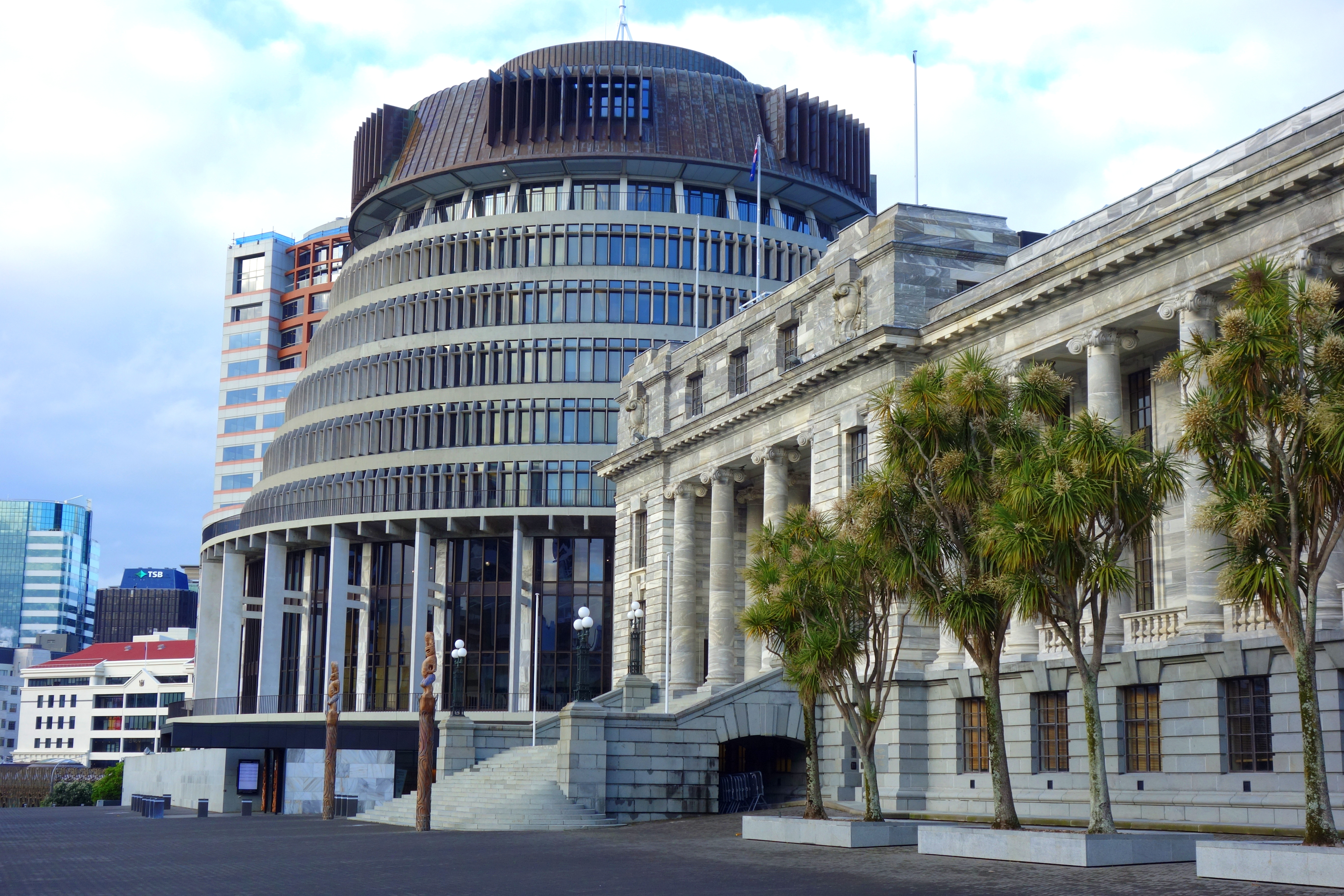
Beehive - jedno ze skrzydeł nowozelandzkiego Parlamentu w Wellington

Jednoizbowy, 120-osobowy parlament (Izba Reprezentantów) wybierany jest mieszanym systemem proporcjonalnym na 3 lata. Cztery mandaty są zastrzeżone dla Maorysów. Połowę pozostałych mandatów rozdziela się w zależności od poparcia, jakie zdobędzie dane ugrupowanie w osobnym głosowaniu „partyjnym”, reszta członków parlamentu reprezentuje okręgi wyborcze.
Gubernator generalny (przedstawiciel brytyjskiego monarchy) wyznacza premiera stojącego na czele parlamentarnej większości. Premier z kolei ustala skład gabinetu odpowiedzialnego przed parlamentem.
Najwyższym organem władzy jest Rada Wykonawcza, w skład której wchodzą gubernator generalny oraz gabinet rządu. Na jego czele stoi premier.

### Ustrój polityczny
Nowa Zelandia jest monarchią konstytucyjną bez konstytucji (oficjalny status dominium brytyjskiego) o parlamentarno-gabinetowym systemie rządów, członkiem brytyjskiej Wspólnoty Narodów. Państwo nie posiada konstytucji w rozumieniu europejskim. Podobnie jak w Wielkiej Brytanii, za ustawę zasadniczą służy zbiór aktów prawnych uchwalanych w różnym czasie i często sprzecznych ze sobą. Głową państwa jest brytyjski monarcha, który jest reprezentowany przez Gubernatora generalnego. Jest on wybierany w porozumieniu monarchy i rządu Nowej Zelandii na pięcioletnią kadencję.

### Główne partie polityczne
- Labour Party (Partia Pracy, zał. 1916);
- Progressive Party (zał. 2002);
- National Party (Partia Narodowa – konserwatywna, zał. 1936);
- Alliance Party (Partia Sojuszu);
- ACT – Association of Consumers and Taxpayers (Stowarzyszenie Konsumentów i Podatników);
- Green Party (Partia Zielonych);
- United Future Party (Partia Zjednoczonej Przyszłości);
- New Zealand First Party (Partia Najpierw Nowa Zelandia);
- Māori Party.

## Siły zbrojne
Nowa Zelandia dysponuje trzema rodzajami sił zbrojnych: wojskami lądowymi, marynarką wojenną oraz siłami powietrznymi.
Wojska nowozelandzkie w 2014 roku liczyły 8,6 tys. żołnierzy zawodowych oraz 2,4 tys. rezerwistów (brak obowiązkowej służby wojskowej). Według rankingu Global Firepower (2014) nowozelandzkie siły zbrojne stanowią 85. siłę militarną na świecie, z rocznym budżetem na cele obronne w wysokości 1,9 mld dolarów (USD).
Siły lądowe liczą 4500 osób służby czynnej oraz 2500 osób służby pomocniczej (w tym 2000 żołnierzy obrony terytorialnej). W skład sił lądowych wchodzą głównie jednostki lekkiej piechoty (Królewski Nowozelandzki Regiment Piechoty) oraz piechoty zmechanizowanej (Królewski Nowozelandzki Korpus Pancerny), a także jednostki artyleryjskie (Królewski Nowozelandzki Regiment Artyleryjski), inżynieryjne (Królewski Nowozelandzki Regiment Inżynieryjny), logistyczne (Królewski Nowozelandzki Regiment Logistyczny), medyczne (Królewski Nowozelandzki Korpus Medyczny) oraz wywiadowcze (Nowozelandzki Korpus Wywiadowczy).
Siły lądowe dysponują m.in. 105 bojowymi wozami piechoty NZLAV, 24 haubicami L118 oraz 350 lekkimi wozami terenowymi Pinzgauer.
Marynarka Wojenna liczy 2100 osób i dysponuje 2 fregatami rakietowymi klasy ANZAC oraz 4 przybrzeżnymi kutrami patrolowymi i 2 morskimi kutrami patrolowymi. Oprócz tego Marynarka Wojenna dysponuje również 5 morskimi śmigłowcami wielozadaniowymi SH-2 Seasprite, które używane są na 2 fregatach, a także w przyszłości na 2 morskich kutrach patrolowych.
Lotnictwo liczy 2523 osoby oraz około 50 samolotów i śmigłowców. Głównie są to samoloty P-3 Orion, C-130 Hercules oraz śmigłowce UH-1H Iroquois oraz Bell 47 Sioux. W chwili obecnej śmigłowce UH-1 Iroquois wymieniane są na śmigłowce Agusta 109, natomiast śmigłowce Bell 42 Sioux zastępowane są śmigłowcami NH90.
W chwili obecnej lotnictwo nowozelandzkie nie posiada w służbie czynnej samolotów myśliwsko–szturmowych. Program zakupu 28 samolotów F-16 został wstrzymany w 2001, natomiast samoloty A-4K oraz Aermacchi MB-339C zostały wycofane z czynnej służby i są zmagazynowane w hangarach.
Nowozelandzka armia i jej gotowość bojowa są przedmiotem krytyki zarówno na wyspach, jak i ze strony najbliższych sąsiadów.
W czerwcu 2008 australijskie media otwarcie ośmieszyły nowozelandzką armię twierdząc, że do podbicia tego zakątka świata wystarczyłby jeden z lepiej zorganizowanych gangów motocyklowych z Sydney. Krytyka ta jest w dużej części nieuzasadniona, pomijając demontaż zdolności ofensywnych lotnictwa w 2001. Nowozelandzkie Siły Zbrojne to armia wprawdzie niewielka, ale nowoczesna i dobrze wyposażona, co udowadnia biorąc udział w wielu operacjach wojskowych (Afganistan) i misjach stabilizacyjnych (Timor Wschodni).

## Gospodarka

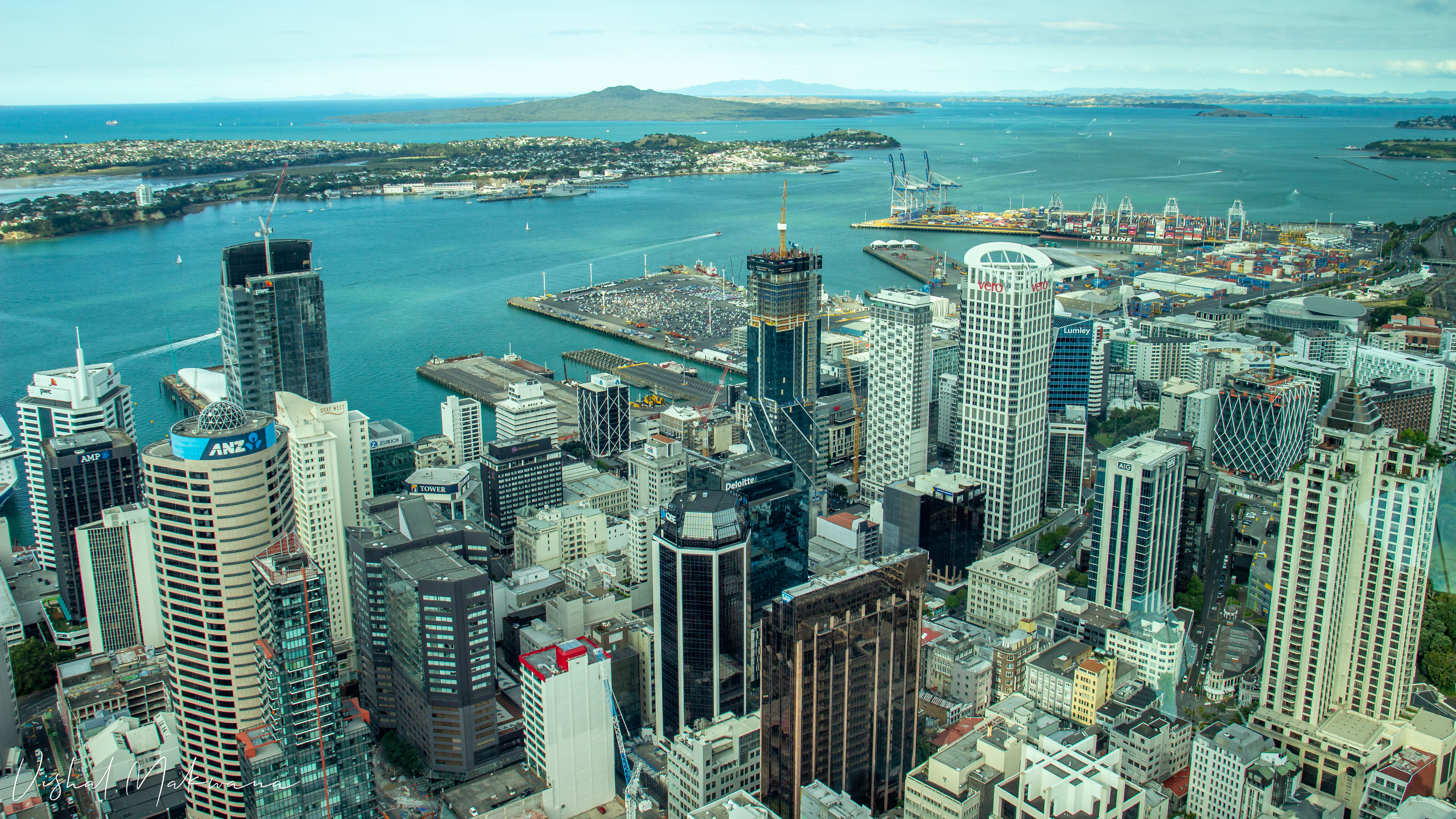
Panorama Auckland ze Sky Tower w oddali port morski w Auckland

Gospodarka Nowej Zelandii należy do najbardziej zróżnicowanych ze wszystkich państw Oceanii. Jej podstawą są hodowla owiec i bydła oraz uprawa zbóż, warzyw i owoców. Duże znaczenie mają rybołówstwo i leśnictwo (Nowa Zelandia to jeden z większych eksporterów drewna miękkiego oraz miazgi i tarcicy na świecie). Najważniejszymi gałęziami produkcji są: przemysł spożywczy, maszynowy, metalowy, środków transportu, chemiczny, drzewny, papierniczy, włókienniczy. Państwo posiada również własny przemysł wydobywczy – z surowców naturalnych występują tu węgiel kamienny i gaz ziemny. Przy 32 proc. udziale eksportu w dochodach budżetu państwa największymi atutami Nowej Zelandii w handlu zagranicznym są: mięso i przetwory mięsne, produkty mleczne oraz produkty gospodarki leśnej. Importowane są przede wszystkim maszyny i elektronika, samochody i ropa naftowa. Głównymi partnerami handlowymi Nowej Zelandii są: Australia, Japonia, Wielka Brytania i USA.
W roku 2008 Nowa Zelandia zajęła 1. miejsce w rankingu krajów nieskorumpowanych, jest najmniej skorumpowanym i korupcjogennym państwem na świecie.

### Emisja gazów cieplarnianych
W 2018 głównym gazem cieplarnianym emitowanym z Nowej Zelandii był metan, a emisja podtlenku azotu, choć mniejsza niż dwutlenku węgla, również była dość duża. Emisja gazów fluorowanych była nieduża. Ze względu na wzrost emisji dwutlenku węgla, jego udział w drugiej dekadzie XXI w. stał się podobny do udziału emisji metanu.

## Transport

### Transport drogowy
Dróg wielopasmowych jest mało, na ogół znajdują się tylko między dużymi miastami.
Istnieje dobrze rozbudowana miejska i międzymiastowa komunikacja autobusowa.
Zasady ruchu:
- obowiązuje ruch lewostronny,
- ustępuje się pojazdom nadjeżdżającym z lewej strony,
- dopuszczalne prędkości: 100 km/h w terenie niezabudowanym, 50 km/h w zabudowanym.

W Dunedin znajdują się najbardziej strome ulice na świecie. Nachylenie Baldwin Street wynosi 38%.

### Transport lotniczy
Nowa Zelandia ma bezpośrednie połączenia lotnicze z Wyspami Pacyfiku, wszystkimi wielkimi miastami Australii, wieloma we wschodniej Azji, a także miastami w Ameryce Północnej i Ameryce Południowej.
Głównym portem lotniczym jest Auckland International Airport w Mangere, 24 km na południowy zachód od centrum Auckland. Międzynarodowe lotnisko w Hamilton obsługuje przede wszystkim linie nowozelandzkie i połączenia z Australią. Lotnisko w stolicy kraju – Wellington – ma ograniczone możliwości przyjmowania samolotów odrzutowych ze względu na zbyt krótkie pasy startowe. Głównym portem lotniczym Wyspy Południowej jest Christchurch.
Nowozelandzkie linie lotnicze:
- Air New Zealand
- JetConnect
- Origin Pacific Airways (przeloty krajowe)
- Jetstar

W dużych miastach oraz w rejonach turystycznych dostępne są także helikoptery.

### Transport wodny
Wyspy Północna i Południowa są skomunikowane nowoczesnymi połączeniami promowymi. Promy pływają między Wellington i Picton. Podróż trwa 2–3 godziny. Przeprawa promowa przez Cieśninę Cooka uważana jest za jedną z najbardziej malowniczych na świecie.
Nową Zelandię odwiedza wiele statków wycieczkowych, ale nie działają żadne regularne zagraniczne linie pasażerskie.

## Podział administracyjny
Terytorium Nowej Zelandii dzieli się na 16 regionów oraz miasta i okręgi. Wyspy Chatham stanowią oddzielny okręg, niewłączony do żadnego regionu.

### Terytoria zależne
- Dependencja Rossa – terytorium zależne
- Niue – samorządne terytorium stowarzyszone
- Tokelau – terytorium zależne
- Wyspy Cooka – samorządne terytorium stowarzyszone

## Demografia

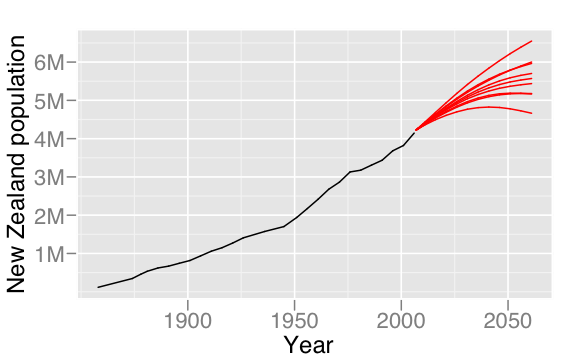
Rozwój populacji Nowej Zelandii

### Większe miasta
Najludniejsze miasta w Nowej Zelandii:

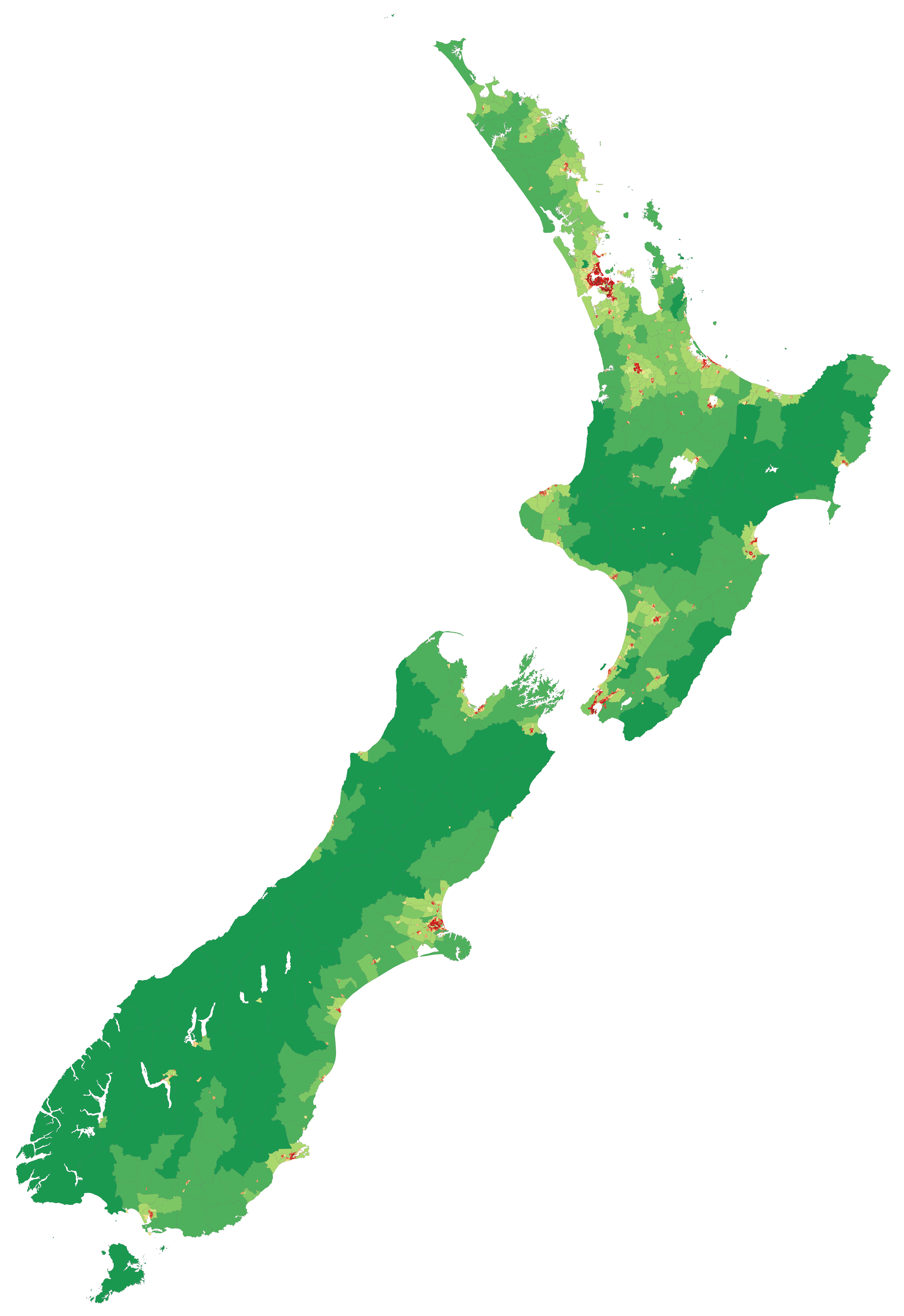
Gęstość zaludnienia
poniżej 1 os./km²
+1 os./km²
+5 os./km²
+10 os./km²
+50 os./km²
+100 os./km²
+250 os./km²
+500 os./km²
+750 os./km²
+1000 os./km²
+2000 os./km²
+3000 os./km²
+4000 os./km²

| 1 | Auckland     | Auckland         | 1,567,692 |
| 2 | Christchurch | Canterbury       | 371,631   |
| 3 | Wellington   | Wellington       | 196,062   |
| 4 | Hamilton     | Waikato          | 165,369   |
| 5 | Tauranga     | Zatoka Obfitości | 145,512   |
| 6 | Dunedin      | Otago            | 125,109   |
| 7 | Lower Hutt   | Wellington       | 103,917   |

Struktura wiekowa:
0-14 = 20,9%,
15-64 = 66,5%,
>64 = 12,6%.
Przyrost naturalny: 0,971%
     poniżej 1 os./km²
     +1 os./km²
     +5 os./km²
     +10 os./km²
     +50 os./km²
     +100 os./km²
     +250 os./km²
     +500 os./km²
     +750 os./km²
     +1000 os./km²
     +2000 os./km²
     +3000 os./km²
     +4000 os./km²

### Struktura etniczna
W spisie z 2018 roku 69,7% mieszkańców Nowej Zelandii zidentyfikowało się etnicznie jako Europejczycy, a 16,5% jako Maorysi. Inne główne grupy etniczne obejmują ludność azjatycką (15,8%, głównie Chińczycy i Hindusi) i Pacyfiku (9%, głównie Samoańczycy). Ludność różnych ras z Ameryki liczyła 1,1%. Inne grupy (Afrykańczycy, Australijczycy) obejmują mniej niż 1% ludności. W ostatnich latach populacja stała się bardziej zróżnicowana. Według spisu ludności z 1961 r. Nowa Zelandia obejmowała 92% Europejczyków i 7% Maorysów.

### Religia

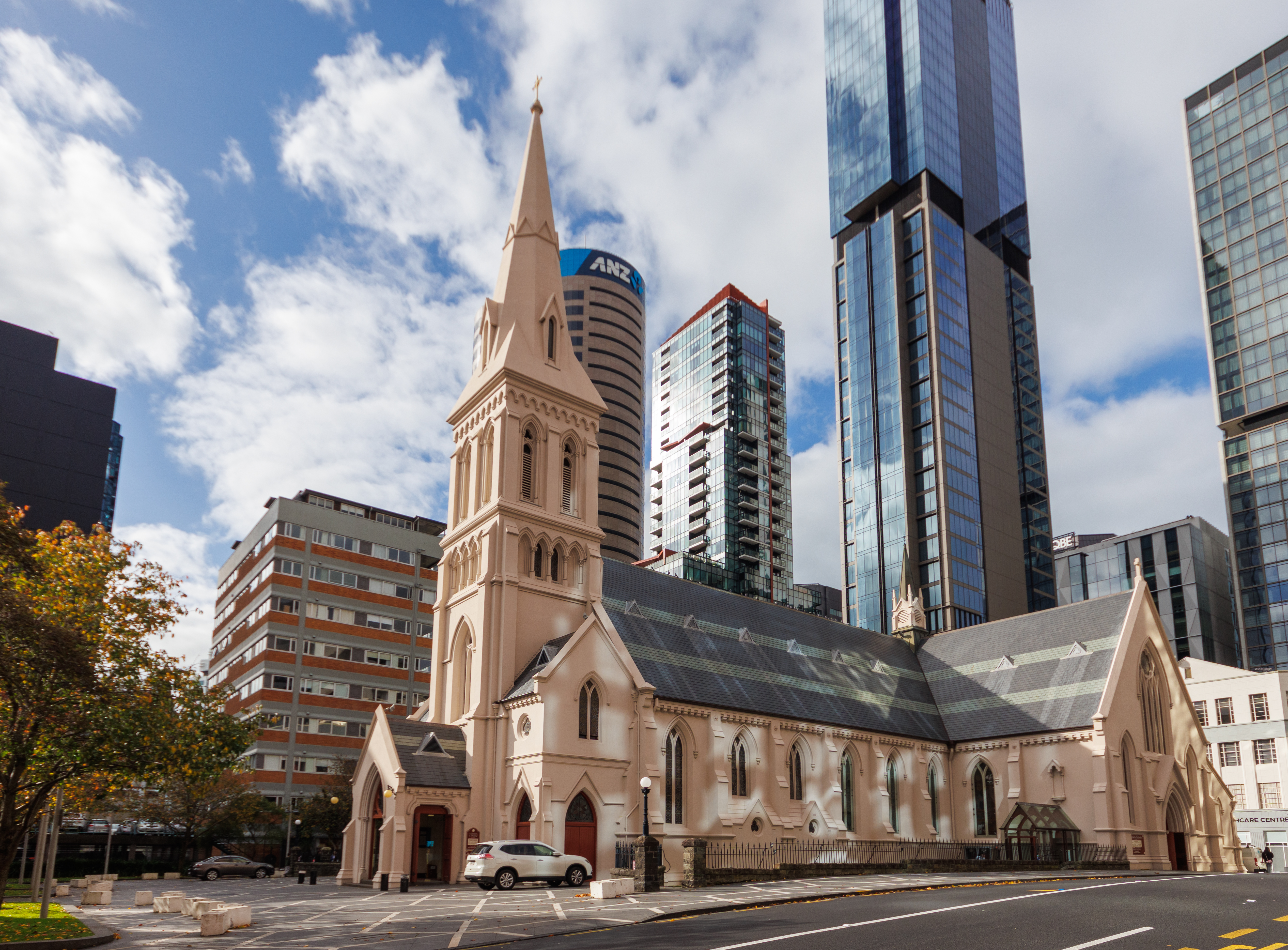
Katedra św. Patryka w Auckland

Zmiany struktury religijności

Spis ludności z 2018 roku wykazał, że odsetek niewierzących wzrósł do 49%. Chrześcijaństwo nadal jest najpopularniejszą religią w Nowej Zelandii, ale od dziesięcioleci traci zwolenników. Odsetek chrześcijan spadł do 38% w 2018 r.
Imigracja i zmiany demograficzne w ostatnich dziesięcioleciach przyczyniają się do wzrostu religii mniejszościowych.
Struktura religijna w 2018 roku:
- brak religii – 48,2%,
- chrześcijaństwo – 37,0%:
  - katolicy – 10,0%,
  - anglikanie – 6,7%,
  - nieokreśleni – 6,6%,
  - kalwini – 5,2%,
  - zielonoświątkowcy – 1,8%,
  - metodyści – 1,6%,
  - mormoni – 1,1%,
  - baptyści – 0,8%,
  - ewangelikalni i nowonarodzeni – 0,8%,
  - świadkowie Jehowy – 0,4%,
- odmowa odpowiedzi – 6,7%,
- hinduiści – 2,6%,
- religie Maorysów (rātana, ringatū) – 1,3%,
- muzułmanie – 1,3%,
- buddyści – 1,1%,
- sikhowie – 0,9%,
- inne religie – 0,9%.

## Kultura

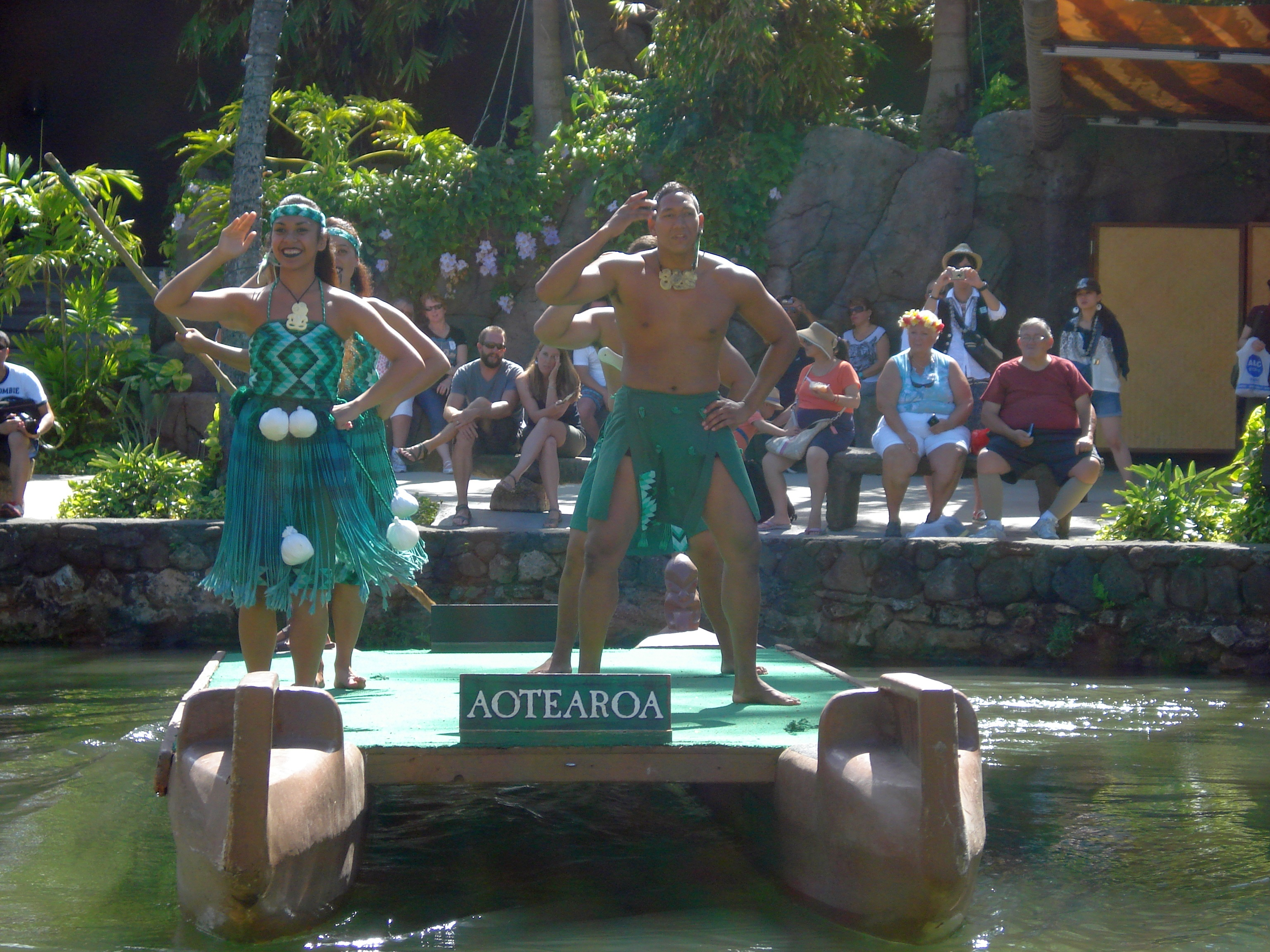
Występ nowozelandzkich tancerzy w Polynesian Cultural Center na Hawajach

Gwiazdą rozsławiającą Nową Zelandię na całym świecie jest sopranistka Kiri Te Kanawa. Ponadto z Nowej Zelandii pochodzi Neil Finn, lider znanego rockowego zespołu Crowded House. Wcześniej wraz z bratem Timem grał w bardzo popularnej w kraju w latach 70. i 80. XX wieku grupie Split Enz. Najsłynniejsza pisarka nowozelandzka to Janet Frame, bohaterka biograficznego filmu, Anioł przy moim stole. Z Nowej Zelandii pochodzi też reżyser m.in. trylogii Władca Pierścieni, Peter Jackson. W specyficzny sposób swój kraj promują dwaj komicy – Jemaine Clement i Bret McKenzie, tworzący folkowo – komediowe duo Flight of the Conchords. Jest to jednocześnie tytuł serialu, w którym obydwaj występują, współtworzą scenariusz i do którego piszą muzykę. Przedstawia on perypetie dwóch Nowozelandczyków, którzy przybywają do Nowego Jorku, by odnieść sukces jako folkowy zespół. Okazuje się to trudnym zadaniem, zwłaszcza przy niekompetentnym menedżerze, organizującym koncerty np. w windzie. Choć sposób promocji jest raczej nietypowy (nieustające przycinki Australijczyków, wyśmiewanie nowozelandzkiego akcentu czy zwracanie się do głowy rządu per „Brian, the prime minister”), niewątpliwie przyczynia się do pogłębienia powszechnej wiedzy o tym kraju, znanym do tej pory jedynie jako scenografia do ekranizacji dzieła Tolkiena pt. Władca pierścieni.
W Nowej Zelandii znajdują się 3 obiekty wpisane na listę światowego dziedzictwa UNESCO, są to: Nowozelandzkie wyspy subantarktyczne, Rezerwat Przyrody Te Wahipounamu oraz Park Narodowy Tongariro.